# Буковогірська культура
Буковогірська культура (в Угорщині — культура Бюкк) — археологічна культура новокам'яної доби у Центральній Європі.
Назва від Букових гір (угорська назва Бюкк) на півночі Угорщини.
За новим датуванням існувала у 5000-4700 роках до н. е. (за старим 4300-3900 роки до н. е.).
Виникла після культури східної лінійної кераміки.
На Словаччині буковогірська культура була сучасна Железовській культурі.
Культура зникла раптово з невідомих причин.

## Поширення
Середня та східна Словаччина, північно-східна Угорщина.
Спорадично культура проникла на Українське Закарпаття, південно-західну Словаччину, Моравію, Нижню Австрію, округу Будапешта, південну Угорщину, румунську Трансильванію, Молдавію, південну Польщу.

## Господарство
У культури видобували, обробляли та торгували обсидіаном.
Кераміка культури є найдосконалішою у новокам'яній добі середньої Європи. Добре випалена, тонкостенна, має жовтий й білий, або червоний вкритий кіркою візерунок.
Поселення на терасах у водних проток а також городища на підвищеннях.
Часто заселяли печери (наприклад печера Доміца).